# Petrowskya
Petrowskya là một chi bướm đêm thuộc họ Noctuidae.